# Orthosia circumscripta
Orthosia circumscripta là một loài bướm đêm trong họ Noctuidae.